# Rock and Roll Music
Об альбоме The Beatles см. статью Rock 'n' Roll Music (альбом).
«Rock and Roll Music», также «Rock ’n’ Roll Music» — песня американского музыканта Чака Берри, записанная им в 1957 году. Текст песни представляет собой своеобразную оду рок-н-роллу и сравнение его с другими жанрами.

## Оригинальная версия Чака Берри
Впервые песня была выпущена на сингле в сентябре 1957 года и заняла 8-е место в общем американском хит-параде. Концертная премьера песни состоялась 16 декабря 1957 года в «Шоу Гая Митчелла» на телеканале Эй-би-си. В 1967 году Берри перезаписал песню для альбома Chuck Berry’s Golden Hits.

## Другие версии
Популярностью также пользовались несколько поздних кавер-версий.
Версия «Битлз» вошла в альбомы Beatles for Sale (1964) и Beatles ’65, а позднее послужила названием для сборника рок-н-роллов группы (Rock ’n’ Roll Music, вышедшего в 1976 году). Группа записала свою версию лишь за одну попытку 18 октября 1964 года благодаря тому, что эта песня весьма долгое время находилась в их «живом» концертном репертуаре.
The Beach Boys в 1976 году записали свою версию для альбома 15 Big Ones; песня стала первым синглом с альбома и заняла 5-е место в американском хит-параде. А по итогам года она заняла 62-е место в списке ста самых популярных поп-синглов.